# Show Jana Krause
Show Jana Krause je talk show, která volně navazuje na Krausův pořad Uvolněte se, prosím, jejž vysílala ČT1. Moderátorem pořadu je Jan Kraus. Pořad se vysílá od 3. září 2010 na Primě a patří ke značně sledovaným pořadům. Na Slovensku vysílaly Show Jana Krause stanice TA3 a TV JOJ.

## O pořadu

### Průběh pořadu
Na pódium přichází Jan Kraus za doprovodu kapely svého syna Davida Krause. V úvodní části glosuje aktuální události, příp. se poptá, zda je přítomen pan Odvárka, divák, který nechybí na žádném natáčení. Pan Odvárka slovy Jana Krause „zásadně nejezdí na zahraniční natáčení“, a proto chyběl v dílech natáčených v zahraničí; v New Yorku ho zastoupil režisér Miloš Forman. Během natáčení 11. 3. 2020 byla zrušena divadelní představení pro více než 100 lidí, což bylo vyřešeno tím, že v publiku seděl pouze pan Odvárka.

Postupně přicházejí na jeviště tři hosté, výjimečně dvojice a dva hosté. První host bývá zpravidla nejvýznamnější, třetí je většinou zajímavý ve smyslu kuriozity. Na konci pořadu se Jan Kraus loučí slovy „Dámy a pánové, já vám děkuji za pozornost, to je pro dnešek všechno a těším se s vámi za týden na shledanou buď tady v divadle Archa nebo u televizních obrazovek nebo na YouTube a pokud se budete dívat, bude to hodně prima.“ Následuje závěrečná znělka, titulky, přičemž Jan Kraus předává hostům loutky – marionety, kopie sebe sama – a magazín KRAUS.

### Jan Kraus
Český herec, moderátor a bavič Jan Kraus, typický svým břitkým humorem a pohotovostí, se neskrývá se svými společenskými názory a vyjadřuje se k dění v ČR. Na televizi Prima přešel kvůli neshodám s vedením České televize (talk show Uvolněte se, prosím). Jelikož práva na pořad vlastnila Česká televize, přivedl na TV Prima novou talk show. Jeho účast v TV Prima doplnilo ještě křeslo v porotě talentové show Česko Slovensko má talent.

### Hosté
Jan Kraus do pořadu zve zpravidla tři hosty. V show se již objevily desítky známých i méně známých, ale vždy něčím zajímavých lidí. V pořadu účinkují politici, herci, zpěváci, malíři, spisovatelé, režiséři, sportovci, lékaři, vědci, podnikatelé a lidé mnoha dalších profesí, zájmů, schopností či dovedností. Zcela první trojici hostů tvořili český politik Vít Bárta, zpěvačka skupiny Toxique Klára Vytisková a fakír Petr Fiedor.
- Yemi A.D.
- Madeleine Albrightová
- Kateřina Baďurová
- Milan Baroš
- Vít Bárta
- Antonín Baudyš mladší
- Tomáš Berdych
- Lucie Bílá
- Jana Bobošíková
- Jiřina Bohdalová
- Jenovéfa Boková
- Jana Boušková
- Celeste Buckingham
- Jan Budař
- Petr Čadek
- Jakub Čech
- Petr Čech
- Viktorie Čermáková
- Viola a Sandra Černodrinská
- Michal David
- Martin Dejdar
- Jiří Dienstbier mladší
- Vladimír Dlouhý
- Pavel Dobeš
- Miroslav Donutil
- Drupi
- Vojtěch Dyk
- Silvie Dymáková
- Miroslav Etzler
- Tereza Fajksová
- Petra Faltýnová
- Petr Fiedor
- Jan Fischer
- Václav Fischer
- Vladimír Franz
- Richard Genzer
- Hana Gregorová
- Yana Gupta
- Lukáš Hakoš
- Aleš Háma
- Tomáš Hanák
- Ondřej Havelka
- Agnieszka Holland
- Kateřina Hrachovcová
- Barbora Hrzánová
- Tomáš Hudeček
- Markéta Irglová
- Petr Jablonský
- Marek Jankulovski
- Martin Jarolímek
- Anna K.
- Václav Kadlec
- Michal Kavalčík
- Larry King
- Andrej Kiska
- Tomáš Klus
- Kristýna Kočí
- Petr Korda
- Petr Kotvald
- Simona Krainová
- Richard Krajčo
- Jiří Krampol
- Gabriela Kratochvílová
- Martin Kraus
- Michaela Kudláčková
- Tomáš Kudrna
- Bohumil Kulínský
- Leoš Mareš
- Gabriela Míčová
- Jan Musil
- Richard Nedvěd
- Alice Nellis
- Ha Thanh Nguyenová
- Táňa Pauhofová
- Halina Pawlowská
- Pokáč
- Bolek Polívka
- Bohdan Pomahač
- Jiří Pospíšil
- Jakub Prachař
- Pražský výběr
- Karel Randák
- Saša Rašilov
- Barbora Rektorová
- Rytmus
- Karel Schwarzenberg
- Yvetta Simonová
- Sisa Sklovská
- Jaro Slávik
- Felix Slováček
- Ondřej Sokol
- Michal Suchánek
- Jiří Suchý
- Ondřej Suchý
- David Svoboda
- Jana Synková
- Roman Šmucler
- Olga Špátová
- Radek Štěpánek
- Marta Töpferová
- Karel Vágner
- Tatiana Vilhelmová
- ViralBrothers
- David Vondráček
- Klára Vytisková

### Díly
K červnu 2013 měl pořad na svém kontě 126 dílů. Od 22. srpna 2013 začala na TV Prima druhá řada. Některé díly se natáčely mimo Česko, např. v New Yorku, Bratislavě či v Miláně.